# غيبوثكوا (مقاطعة)
مقاطعة غِبُثكُوَة أو (نقحرة: غيبوثكوا) (بالإسبانية: Guipúzcoa، بالباسكية: Gipuzkoa) هي مقاطعة إسبانية تقع في شمال الدولة، تقع ضمن حدود منطقة إقليم الباسك.
عاصمتها هي مدينة سان سباستيان، تنقسم المقاطعة إلى 88 بلدية.

## الجغرافيا
تقع مقاطعة غِبُثكُوَة في شمال إسبانيا تحدها من الشمال خليج بسكاي، ومن الشمال الشرقي فرنسا، ومن الجنوب مقاطعة ألبة، ومن الشرق مقاطعة نبرة، ومن الغرب مقاطعة بسكاية.
تبلغ مساحة مقاطعة غِبُثكُوَة 1.909 كم².

## الديموغرافيا
يبلغ عدد سكان مقاطعة غِبُثكُوَة 709.607 نسمة عام 2011 (وفقاً للمعهد الوطني للإحصاء الإسباني).
فيما يلي قائمة أكبر البلديات من حيث عدد السكان (بتاريخ 1 يناير 2011):
1. سان سباستيان 186.185 نسمة
2. إيرون 61.006 نسمة
3. رينتيريا 39.217 نسمة
4. إيبار 27.396 نسمة
5. ثراوث 22.697 نسمة
6. موندراغون 21.972 نسمة
7. إيرناني 19.296 نسمة
8. تولوسا 18.232 نسمة
9. لاسارتي-أوريا 17.889 نسمة
10. فوينتيرابيا 16.499 نسمة

## أعلام
- خوان خوسيه مورال
- ميغيل بينيا
- لويس مارين ساباتير